# 肖钢
肖钢（1958年8月1日—），江西吉安人，生於湖南长沙，曾任中国银行及中銀香港董事长、中國證券監督管理委員會主席和黨委書記。中国共产党第十七届中央委员会候补委员。第十八届中央委员。

## 生平
1981年毕业于湖南财经学院（今湖南大学）金融系。大学毕业后，他进入中国人民银行工作，曾为原中国人民银行行长吕培俭的秘书，曾担任該行政策研究室主任以及中国外汇交易中心总裁。1996年，他获得中国人民大学在职法学硕士学位。1996年10月任人行行长助理，并先后兼任计划资金司司长、货币政策司司长、广东省分行行长、国家外汇管理局广东省分局局长。1998年10月任人行副行长。
2009年获“第一财经金融价值榜”年度金融家殊荣。2011年获“第一财经金融价值榜”年度银行家荣誉。
2013年春天，担任中国证券监督管理委员会主席，結束在中國銀行8年的工作。
在2015年中国股灾中，大批股民认为以肖钢为首的证监会对股灾的应对不足，造成股市不稳，甚至有股民要求肖钢辞职。2016年证监会推出熔断机制试图降低股灾风险，却造成股市进一步暴跌，令股民对肖钢更加不满，有股民控告证监会和肖钢的渎职和不作为，导致股民遭受重大损失。
2016年1月18日，路透社引述消息人士消息称肖钢已提出辞去中国证券监督管理委员会主席一职。当夜，证监会否认了这一消息的真实性，称与事实不符，其後路透社的新浪微博帐户被销号。
2016年2月19日，華爾街日報引述知情中国官员透露称，在几天内肖钢将离任，會由中国农业银行董事长、前中国央行副行长刘士余将接替肖钢担任证监会主席。同月20日，新华社证实了肖钢被免职的消息。2018年1月，当选第十三届全国政协委员。

## 家庭
- 妻子：吴透红，1959年出生，毕业于湖南财经学院。长期任职于民生银行，曾担任民生银行财务总监，纪委书记等职。